# Paul Chariéras
 (novembre 2024).
Paul Chariéras est un comédien permanent au théâtre national de Nice depuis 2002.

## Biographie
Il a joué 20 ans à la Comédie de Saint-Étienne et au Théâtre de la Cité à Toulouse. Il a participé à plus de 100 pièces. On a pu l'apercevoir au cinéma dans Les Choristes avec Gérard Jugnot et Kad Merad mais aussi, plus récemment dans Faubourg 36 avec Gérard Jugnot et Clovis Cornillac.

## Filmographie
- 1999 : La Mère Christain de Myriam Boyer
- 1999 : Qui plume la lune ? de Christine Carrière
- 2002 : Les Tombales de Christophe Barratier
- 2004 : Les Choristes de Christophe Barratier
- 2008 : Faubourg 36 de Christophe Barratier

## Théâtre
- 1981 : Le Fétichiste de Michel Tournier, mise en scène Paul Chariéras
- 1982 : La Fête des fous, mise en scène Paul Chariéras, Comédie de Saint-Étienne
- 1985 : Cage d’après Communication à une académie de Franz Kafka, mise en scène Jacques Bellay, Comédie de Saint-Étienne
- 1986 : Ghetto de Joshua Sobol, mise en scène Daniel Benoin et Jacques Bellay, Maison des arts et de la culture de Créteil, Comédie de Saint-Étienne, Théâtre de Nice
- 1989 : Drames et plaisanteries de Anton Tchekhov, mise en scène Pierre Debauche
- 1990 : Le Fétichiste de Michel Tournier, mise en scène Saskia Cohen-Tanugi
- 1993 : Roméo et Juliette de William Shakespeare, mise en scène Daniel Benoin, Comédie de Saint-Étienne, Théâtre des Treize Vents
- 1995 : L'Heureux Stratagème de Marivaux, mise en scène Laurent Pelly, Centre dramatique national des Alpes
- 1995 : L'Absence de guerre de David Hare, mise en scène Daniel Benoin, Comédie de Saint-Étienne
- 1999 : Top Dogs de Urs Widmer, mise en scène Daniel Benoin, Comédie de Saint-Étienne, 2002 : Théâtre national de Chaillot, Théâtre de Nice
- 2002 : Cage d’après Communication à une académie de Franz Kafka, mise en scène Jacques Bellay, Théâtre national de Nice
- 2002 : L'Avare de Molière, mise en scène Daniel Benoin, Théâtre national de Nice
- 2002 : Festen de Thomas Vinterberg, mise en scène Daniel Benoin, Théâtre national de Nice
- 2003 : Festen de Thomas Vinterberg, mise en scène Daniel Benoin, Théâtre du Rond-Point
- 2003 : Dom Juan de Molière, mise en scène Daniel Benoin, Théâtre national de Nice
- 2004 : Festen de Thomas Vinterberg, mise en scène Daniel Benoin, Théâtre national de Nice, Théâtre La Criée
- 2004 : Attache-moi ! d'après le film de Pedro Almodóvar, mise en scène Jacques Bellay, Théâtre de la Semeuse Nice
- 2004 : George Dandin de Molière, mise en scène Daniel Benoin, Théâtre national de Nice
- 2005 : Mère et fils de René de Ceccatty, Colette Fellous et Louis Gardel, mise en scène Alfredo Arias, Théâtre national de Nice
- 2005 : Actes de Tchekhov d’après plusieurs pièces de Anton Tchekhov, mise en scène Daniel Mesguich, Théâtre national de Nice
- 2005 : Maître Puntila et son valet Matti de Bertolt Brecht, mise en scène Daniel Benoin, Théâtre national de Nice, Théâtre La Criée
- 2006 : L'Heureux Stratagème de Marivaux, mise en scène Gildas Bourdet, Théâtre national de Nice
- 2006 : Ma secrétaire de Boris Le Roy mise en scène Paul Chariéras, Théâtre national de Nice
- 2006 : La Cantatrice chauve d'Eugène Ionesco, mise en scène Daniel Benoin, Théâtre national de Nice
- 2007 : Le Nouveau Testament de Sacha Guitry, mise en scène Daniel Benoin, Théâtre national de Nice
- 2007 : Amphytrion de Molière, mise en scène Romain Bonnin, Théâtre national de Nice
- 2007 : Jules Verne, l'homme électrique de Albert Robida et Jules Verne, mise en scène Jacques Bellay, Théâtre national de Nice
- 2007 : Faces d'après le film de John Cassavetes, mise en scène Daniel Benoin, Théâtre national de Nice
- 2008 : La Jalousie du barbouillé et Le Médecin volant de Molière, mise en scène Pierre Pradinas, Théâtre national de Nice
- 2008 : Rock'n Roll de Tom Stoppard, mise en scène Daniel Benoin, Théâtre national de Nice
- 2008 : Faces d'après le film de John Cassavetes, mise en scène Daniel Benoin, Théâtre national de Nice
- 2008 : Maître Puntila et son valet Matti de Bertolt Brecht, mise en scène Daniel Benoin, Théâtre de la Croix-Rousse
- 2008 : La Cantatrice chauve d'Eugène Ionesco, mise en scène Daniel Benoin, tournée
- 2009 : Le Nouveau Testament de Sacha Guitry, mise en scène Daniel Benoin, tournée, Théâtre de la Croix-Rousse, Théâtre La Criée, Théâtre du Nord, Théâtre des Treize Vents, Théâtre Nanterre-Amandiers
- 2009 : Faces d'après le film de John Cassavetes, mise en scène Daniel Benoin, Théâtre La Criée, Théâtre Nanterre-Amandiers
- 2009 : Chat en poche de Georges Feydeau, mise en scène Christophe Barratier, Théâtre national de Nice
- 2009 : Le Roman d'un trader de Jean-Louis Bauer, mise en scène Daniel Benoin, Théâtre national de Nice
- 2010 : Le Collectionneur de Christine et Olivier Orban, mise en scène Daniel Benoin, Théâtre national de Nice
- 2010 : Des jours et des nuits à Chartres de Henning Mankell, mise en scène Daniel Benoin, Théâtre national de Nice
- 2012 : L'Enterrement (Festen... la suite), de Thomas Vinterberg et Mogens Rukovmise, mise en scène par Daniel Benoin, Théâtre National de Nice, Théâtre des Célestins, Théâtre du Rond-Point

## Distinctions
- 1981 : Prix de la création au Festival d'Avignon pour sa mise en scène de La Fête des fous